# بوشويك (فلم)
بوشويك (بالإنجليزية: Bushwick) هو فيلم أكشن ومغامرة انتج في الولايات المتحدة وصدر سنة 2017 من بطولة ديف باتيستا وبريتاني سنو.

## القصة
أثناء محاولة (تكساس) الانفصال عن الولايات المتحدة الأمريكية، تلتقي لوسي (بريتاني سنو) - فتاة في العشرين من عمرها - بالمحارب المُحنك السابق ستوب (ديف باتيستا) عقب خروجها من مترو الأنفاق ودخولها الحصار العسكري لمدينة (بروكلين). ويقرران سويًا تجاوز الخمس ثكنات الخاصة بمنطقة (بوشويك) والمليئة باللصوص، الميليشيات المحلية، وقوات الغزو، سعيًا لإعادة لوسي إلى منزلها ولَم شملها بجدتها من جديد.

## الميزانية والإيرادات
حقق الفيلم إيرادات تقدر بـ 67,880 دولار امريكي.

## روابط خارجية
- مقالات تستعمل روابط فنية بلا صلة مع ويكي بيانات